# Józef Wójcik (pilot)
Józef Wójcik (ur. 29 stycznia 1915 w Garbowie, zm. 14 października 1942 w Morzu Północnym) – pilot, porucznik Polskich Sił Powietrznych, kawaler Virtuti Militari.

## Życiorys
Józef Wójcik Urodził się 19 stycznia 1915 roku we wsi Garbów na Lubelszczyźnie, jako syn Stanisława i Franciszki z domu Mańko. Miał pięcioro rodzeństwa. W Przybysławicach ukończył szkołę powszechną, następnie uczył się w Państwowym Seminarium Nauczycielskim Męskim im. Juliusza Słowackiego w Lublinie. Tam w 1935 roku zdał egzamin maturalny, w tym samym roku rozpoczął szkolenie szybowcowe i wkrótce uzyskał kategorię „C" pilota szybowcowego. W lipcu i sierpniu 1936 roku wziął udział w przeszkoleniu lotniczym w ramach Lotniczego Przysposobienia Wojskowego w Łucku, od września został przydzielony do 15 pułku piechoty „Wilków” w Dęblinie w celu odbycia kursu podchorążych rezerwy. Po jego ukończeniu 3 stycznia 1937 roku rozpoczął naukę w Szkole Podchorążych Rezerwy Lotnictwa w Dęblinie. Po ukończeniu części teoretycznej w maju 1937 roku został skierowany na szkolenie lotnicze w Sadkowie.
Szkolenie ukończył we wrześniu 1937 roku i został przydzielony do eskadry szkolnej 6 pułku lotniczego we Lwowie. 25 października 1937 roku został dołączony do dwunastego rocznika w Szkole Podchorążych Lotnictwa i został przydzielony do trzeciego plutonu. Naukę w SPL ukończył z 65 lokatą na 173 podchorążych; od 17 czerwca 1939 roku przechodził w eskadrze ćwiczebnej 1. pułku lotniczego w Warszawie kurs pilotażu na samolotach PZL.37 Łoś. 1 sierpnia 1939 roku został promowany na stopień podporucznika pilota, od 25 sierpnia służył w 217 eskadrze bombowej 215 dywizjonu bombowego.
Tuż przed wybuchem II wojny światowej został przebazowany z jednostką na lotnisko polowe. Pilotował łosia o numerze 72.100 dowodzonego przez ppor. obs. Andrzeja Wiśniewskiego. 4 września, po starcie z lotniska polowego w Starejwsi, brał udział w ataku na niemieckie kolumny pancerne na szosie Radomsko – Przedbórz. Pilotowany przez niego samolot odniósł liczne uszkodzenia od ognia obrony przeciwlotniczej i przymusowo lądował w Boernerowie. Po kilku dniach maszyna wraz z załogą zdołały jednak dołączyć do macierzystej jednostki. 9 września podczas przelotu na lotnisko Wielick uległ uszkodzeniu jeden z silników jego łosia, podczas przymusowego lądowania samolot skapotował na polach wsi Humeńce koło Kowla. Załoga nie odniosła obrażeń i 12 września dołączyła do dywizjonu. Otrzymała łosia (nr 72.118) pochodzącego z uzupełnień i 16 września wzięła udział w ataku na niemiecką kolumnę pancerną w rejonie Zamość – Hrubieszów.
Po agresji ZSRR na Polskę 17 września odleciał z lotniska Buczacz na nowe lotnisko Bohorodyszcze. 18 września przeleciał do Czerniowiec w Rumunii. Następnie, przez lotnisko Jassy, został skierowany do Bukaresztu. Po wylądowaniu załogi zostały rozbrojone, ale Józefowi Wójcikowi udało się uniknąć internowania. W polskiej ambasadzie uzyskał paszport i 15 października na pokładzie statku „Aghios Nicolaos” odpłynął do Bejrutu. Stąd, na pokładzie statku „Ville de Strasbourg”, wyruszył do Francji. 29 października dotarł do Marsylii, od 5 listopada przebywał w Obozie Oficerów Lotnictwa w Salon-de-Provence. Po podpisaniu polsko-brytyjskiej umowy wojskowej zgłosił się ochotniczo do służby w Royal Air Force.
Do Wielkiej Brytanii dotarł 5 stycznia 1940 roku, otrzymał numer służbowy 76650. 14 marca rozpoczął kurs pilotażu w 15 Elementary Flying Training School (15 EFTS) w Redhill, po jego ukończeniu 20 kwietnia został przeniesiony do 18 Operational Training Unit (OTU) w Hucknall na kurs zgrywania załóg. 21 lipca został przydzielony do eskadry A 301 dywizjonu bombowego.
W nocy z 25 na 26 września, w załodze z nawigatorem P/O Mariuszem Wodzickim i strzelcem Sgt Edwardem Kozłowskim, wykonał swój pierwszy lot bojowy w ramach Polskich Sił Powietrznych. Pilotował samolot Fairey Battle GR-H (nr L5555) podczas ataku na niemieckie barki desantowe zgromadzone w porcie Boulogne. 15 października ponownie atakował Boulogne, był to ostatni lot bojowy polskich dywizjonów bombowych w okresie Bitwy o Anglię.
Od połowy października 1940 roku przechodził przeszkolenie w pilotażu bombowców Vickers Wellington Mk IC i od stycznia 1941 roku brał udział w atakach na cele w Bremie, Kolonii, Hamburgu, Hanowerze, Düsseldorffie i Berlinie. W nocy z 14 na 15 sierpnia 1941 roku pilotował wellingtona X9661 GR-N, który brał udział w bombardowaniu Hanoweru. Podczas drogi powrotnej jego samolot został zaatakowany przez cztery nocne myśliwce Me-110. Aby uniknąć dalszych ataków Józef Wójcik skierował samolot w obszar największej koncentracji ognia przeciwlotniczego nad Wilhelmshaven, co zniechęciło myśliwce Luftwaffe do kontynuowania pościgu.
W listopadzie 1941 roku Józef Wójcik wykonał trzydziesty lot bojowy i zakończył pierwszą turę bojową. Objął funkcję oficera wyszkolenia 301 dywizjonu bombowego, a w styczniu 1942 roku został skierowany na wypoczynek do 18 OTU na stanowisko instruktora pilotów bombowych. W nocy z 30 na 31 maja wziął udział w pierwszym w historii nalocie „tysiąca bombowców” (Operacja „Millennium”), którego celem była Kolonia. Po tym nalocie powrócił do pracy instruktora. We wrześniu został przydzielony do 300 dywizjonu bombowego „Ziemi Mazowieckiej", gdzie rozpoczął drugą turę lotów bojowych. W nocy z 10 na 11 września wykonał pierwszy lot bojowy na bombardowanie Düsseldorfu, z 5 na 6 października bombardował cele w Akwizgranie. W nocy z 13 na 14 października 1942 roku wystartował na samolocie Wellington Mk IV BH-K (nr Z1250) na szósty lot bojowy w drugiej turze na bombardowanie portu w Kilonii. Maszyna została prawdopodobnie zestrzelona nad Morzem Północnym przez nocne myśliwce, ciał załogi nigdy nie odnaleziono.

## Życie prywatne
25 kwietnia 1942 roku w kościele św. Hugona w Lincoln ożenił się z Mildred Cooper. Nie miał dzieci.

## Ordery i odznaczenia
- Srebrny Krzyż Virtuti Militari nr 9051,
- Krzyż Walecznych – czterokrotnie,
- Medal Lotniczy,
- Polowa Odznaka Pilota (nr 544)
- Distinguished Flying Cross.